# OAPEC

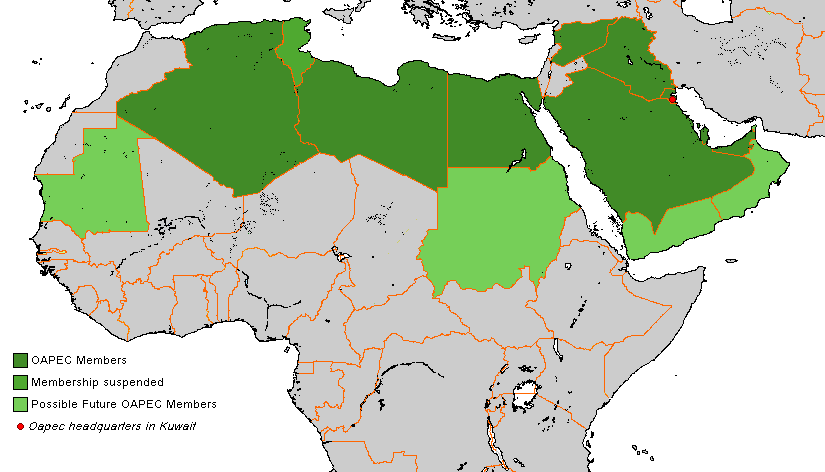

Organizația Statelor Arabe Exportatoare de Petrol (OAPEC) este o organizație regională, cu sediul la Kuweit, creată în 1968 în scopul protejării intereselor țărilor membre și stabilirii căilor și mijloacelor pentru dezvoltarea cooperării lor în domeniul petrolului. Are 10 state membre: Algeria, Arabia Saudită, Bahrain, Egipt, Emiratele Arabe Unite, Irak, Kuweit, Libia, Qatar și Siria.
Între 1982-1986 și Tunisia a fost membră a acestei organizații , după care se alătură și Oman , Yemen, Sudan și Mauritania